# Mario García Menocal
Aurelio Mario Gabriel Francisco García Menocal y Deop (ur. 17 grudnia 1866 w Jagüey Grande, zm. 7 września 1941 w Santiago de Cuba) – generał armii Kuby, polityk, uczestnik wojny o niepodległość kraju, następnie prezydent Kuby w latach 1913–1921 z ramienia Partii Konserwatywnej. Później zaangażował się w walkę przeciwko dyktaturze Gerardo Machado.